# Număr centrat dodecaedric
Un număr centrat dodecaedric este un număr figurativ centrat care dă numărul de puncte dintr-un model tridimensional format dintr-un punct înconjurat de straturi dodecaedrice concentrice de puncte.
Primele numere centrate dodecaedrice sunt:
1, 33, 155, 427, 909, 1661, 2743, 4215, 6137, 8569, 11571, 15203, 19525, 24597, 30479, 37231, 44913, 53585, 63307, 74139, 86141, 99373, 113895, 129767, 147049, 165801, 186083, 207955, 231477, 256709, 283711, 312543, 343265, 375937, 410619, 447371.

## Formulă
Numărul centrat dodecaedric pentru un anumit n este dat de:
{\displaystyle (2n+1)\,(5n^{2}+5n+1)}